# Parrocchia di Saint Peter Basseterre
La parrocchia di Saint Peter Basseterre si trova nella parte meridionale dell'isola di Saint Kitts, nella federazione di Saint Kitts e Nevis.

## Villaggi
- Monkey Hill (capoluogo)
- Bayford's
- Canada
- Conaree
- John England Village
- La Fontaine
- Morgan Heights
- New Road
- Saint Peter's
- Ogee's
- Parry's
- Stapleton